# Laval-sur-Tourbe
Pour les articles homonymes, voir Laval.
Laval-sur-Tourbe est une commune française, située dans le département de la Marne en région Grand Est.

## Géographie
|              | Wargemoulin-Hurlus    | Virginy |
| Somme-Suippe | Laval-sur-Tourbe      |         |
|              | Saint-Jean-sur-Tourbe |         |

La Tourbe, affluent de l'Aisne traverse Laval-sur-Tourbe.

### Hydrographie
La commune est dans la région hydrographique « la Seine du confluent de l'Oise (inclus) à l'embouchure » au sein du bassin Seine-Normandie. Elle est drainée par la Tourbe,.
La Tourbe, d'une longueur de 21 km, prend sa source dans la commune de Somme-Tourbe et se jette  dans divers bras de la Tourbe à Servon-Melzicourt, après avoir traversé dix communes. 

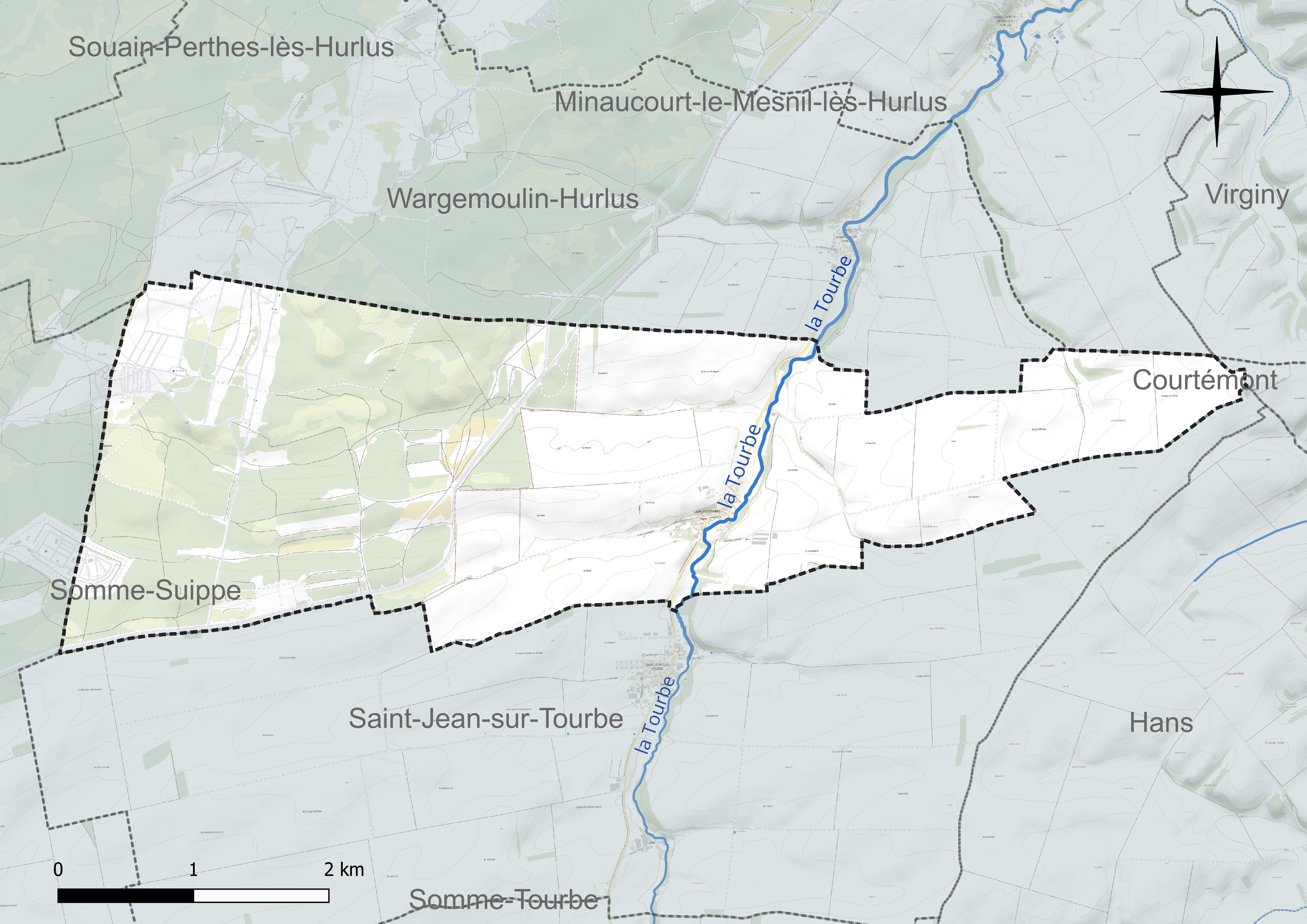
Réseau hydrographique de Laval-sur-Tourbe.

### Climat
Pour des articles plus généraux, voir Climat du Grand Est et Climat de la Marne.
En 2010, le climat de la commune est de type climat des marges montargnardes, selon une étude du Centre national de la recherche scientifique s'appuyant sur une série de données couvrant la période 1971-2000. En 2020, Météo-France publie une typologie des climats de la France métropolitaine dans laquelle la commune est exposée à un climat océanique altéré et est dans la région climatique  Nord-est du bassin Parisien, caractérisée par un ensoleillement médiocre, une pluviométrie moyenne régulièrement répartie au cours de l’année et un hiver froid (3 °C). 
Pour la période 1971-2000, la température annuelle moyenne est de 10,3 °C, avec une amplitude thermique annuelle de 15,9 °C. Le cumul annuel moyen de précipitations est de 831 mm, avec 12,8 jours de précipitations en janvier et 8,9 jours en juillet. Pour la période 1991-2020, la température moyenne annuelle observée sur la station météorologique de Météo-France la plus proche, « Argers », sur la commune d'Argers à 15 km à vol d'oiseau, est de 10,9 °C et le cumul annuel moyen de précipitations est de 739,4 mm. 
La température maximale relevée sur cette station est de 41,1 °C, atteinte le 25 juillet 2019 ; la température minimale est de −17,5 °C, atteinte le 20 décembre 2009,,. 
Les paramètres climatiques de la commune ont été estimés pour le milieu du siècle (2041-2070) selon différents scénarios d'émission de gaz à effet de serre à partir des nouvelles projections climatiques de référence DRIAS-2020. Ils sont consultables sur un site dédié publié par Météo-France en novembre 2022.

## Urbanisme

### Typologie
Au 1er janvier 2024, Laval-sur-Tourbe est catégorisée commune rurale à habitat dispersé, selon la nouvelle grille communale de densité à sept niveaux définie par l'Insee en 2022.
Elle est située hors unité urbaine et hors attraction des villes,.

### Occupation des sols
L'occupation des sols de la commune, telle qu'elle ressort de la base de données européenne d’occupation biophysique des sols Corine Land Cover (CLC), est marquée par l'importance des territoires agricoles (51,1 % en 2018), une proportion sensiblement équivalente à celle de 1990 (50,9 %). La répartition détaillée en 2018 est la suivante : 
terres arables (47,2 %), milieux à végétation arbustive et/ou herbacée (35 %), forêts (13,3 %), zones agricoles hétérogènes (3,8 %), zones industrielles ou commerciales et réseaux de communication (0,6 %). L'évolution de l’occupation des sols de la commune et de ses infrastructures peut être observée sur les différentes représentations cartographiques du territoire : la carte de Cassini (XVIIIe siècle), la carte d'état-major (1820-1866) et les cartes ou photos aériennes de l'IGN pour la période actuelle (1950 à aujourd'hui).

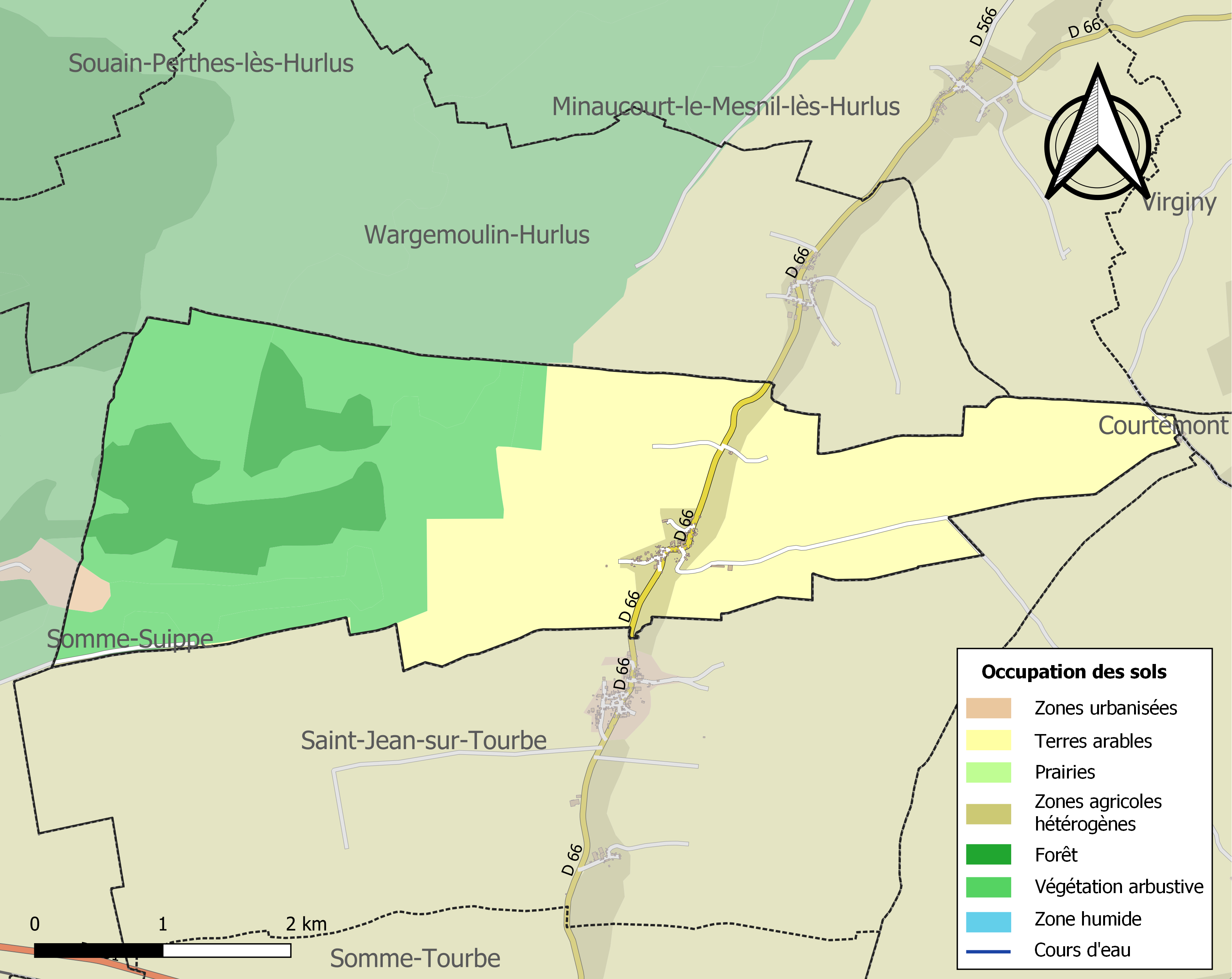
Carte des infrastructures et de l'occupation des sols de la commune en 2018 (CLC).

## Toponymie
Le nom de la localité est attesté sous les formes Laval (vers 1252) ; La Val (1397) ; Laval-sur-Tourbe (1516).

En 1961, la commune qui s’appelait simplement Laval reprend le nom de Laval-sur-Tourbe,.
Laval est une appellation avec agglutination de l'article pour l'aval, forme qui existait déjà en ancien français où laval° avait le sens de « en bas», qui provient d'une ancienne forme latine ad vallem, « vers la vallée ».
La Tourbe est une rivière du département de la Marne, qui prend sa source sur la commune de Somme-Tourbe et qui se jette dans l'Aisne à Servon-Melzicourt.

## Politique et administration
Par décret du 29 mars 2017, l'arrondissement de Sainte-Menehould est supprimée et la commune est intégrée le 31 mars 2017 à l'arrondissement de Châlons-en-Champagne.

### Intercommunalité
La commune, antérieurement membre de la communauté de communes de la Région de Suippes, est membre depuis le 1er janvier 2014 de la communauté de communes de Suippe et Vesle.
En effet, conformément aux prévisions du schéma départemental de coopération intercommunale (SDCI) de la Marne du 15 décembre 2011,, les communautés de communes CC de la région de Suippes et CC des sources de la Vesle ont fusionné le 1er janvier 2014 afin de former la nouvelle communauté de communes de Suippe et Vesle.

### Liste des maires
| Période                                  | Période                      | Identité     | Étiquette | Qualité                         |
| ---------------------------------------- | ---------------------------- | ------------ | --------- | ------------------------------- |
| Les données manquantes sont à compléter. |                              |              |           |                                 |
| avant 1981                               | ?                            | Luc Mainsant | DVG       |                                 |
| mai 2005                                 | En cours (au 4 juillet 2014) | Odile Huvet  |           | Réélu pour le mandat 2014-2020, |

## Démographie
L'évolution du nombre d'habitants est connue à travers les recensements de la population effectués dans la commune depuis 1793. Pour les communes de moins de 10 000 habitants, une enquête de recensement portant sur toute la population est réalisée tous les cinq ans, les populations de référence des années intermédiaires étant quant à elles estimées par interpolation ou extrapolation. Pour la commune, le premier recensement exhaustif entrant dans le cadre du nouveau dispositif a été réalisé en 2004.

En 2022, la commune comptait 49 habitants, en évolution de −18,33 % par rapport à 2016 (Marne : −1,19 %, France hors Mayotte : +2,11 %).
| 1793 | 1800 | 1806 | 1821 | 1831 | 1836 | 1841 | 1846 | 1851 |
| ---- | ---- | ---- | ---- | ---- | ---- | ---- | ---- | ---- |
| 183  | 214  | 214  | 236  | 229  | 244  | 235  | 205  | 216  |

| 1856 | 1861 | 1866 | 1872 | 1876 | 1881 | 1886 | 1891 | 1896 |
| ---- | ---- | ---- | ---- | ---- | ---- | ---- | ---- | ---- |
| 205  | 205  | 184  | 156  | 148  | 150  | 145  | 141  | 137  |

| 1901 | 1906 | 1911 | 1921 | 1926 | 1931 | 1936 | 1946 | 1954 |
| ---- | ---- | ---- | ---- | ---- | ---- | ---- | ---- | ---- |
| 140  | 136  | 116  | 76   | 95   | 89   | 93   | 84   | 92   |

| 1962 | 1968 | 1975 | 1982 | 1990 | 1999 | 2004 | 2006 | 2009 |
| ---- | ---- | ---- | ---- | ---- | ---- | ---- | ---- | ---- |
| 92   | 82   | 60   | 59   | 55   | 53   | 46   | 47   | 56   |

| 2014 | 2019 | 2022 | - | - | - | - | - | - |
| ---- | ---- | ---- | - | - | - | - | - | - |
| 54   | 54   | 49   | - | - | - | - | - | - |

## Sources